# Pyrausta corinthalis
Pyrausta corinthalis là một loài bướm đêm trong họ Crambidae.